# Arxidiòcesi de Riga
L'Arxidiòcesi de Riga fou l'arxidiòcesi de Terra Mariana de la Livònia medieval.
L'Arxidiòcesi de Riga va ser fundada el 1186 com a bisbat de Livònia en la ciutat de Ikšķile. El 1202, el bisbat de Livònia es transfereix a Riga i pren el nom de diòcesi de Riga. El bisbat obté els seus drets de feu pel Sacre Imperi Romanogermànic el 1207 i l'emperador li assigna el títol d'elector al bisbe el 1224.
L'any 1255 la diòcesi va ser elevada al rang d'arxidiòcesi pel papa. Dependent d'ella les diòcesis sufragànies de Dorpat de Chelmno de Curlàndia, d'Ösel-Wiek, de Pomerània i Samland. El capítol de la catedral i la residència de l'arquebisbe s'incorporen a l'Orde Teutònic a partir d'aleshores. L'arquebisbe és a la vegada senyor temporal i autoritat espiritual.
L'Arxidiòcesi de Riga va existir fins al 1561, evolucionant de la religió catòlica al calvinisme en participar en la Reforma Protestant. Aquest any, Riga es va convertir en una ciutat lliure.
Amb l'abolició de la condició de príncep-bisbe durant la Guerra de Livònia, l'arquebisbe Wilhelm von Brandenburg va perdre el seu títol. L'Arxidiòcesi Catòlica Riga es va eliminar per la Reforma luterana el 1563. El 1918 es va restaurar un nou bisbat catòlic i elevat a arxidiòcesi de Riga el 1923.

## Bisbes i Arquebisbes de Riga

### Bisbat de Riga (Livònia), 1186-1255
- Meinhard, 1186 - 1196
- Berthold, 1196 - 1198
- Albert de Buxhövden, 1199-1229
- Nikolaus von Nauen 1229 - 1253

### Arquebisbat de Riga, 1255-1561
- Albert Suerbeer 1245 - 1273
- Johannes I von Lune, 1273 - 1284
- Johannes II von Vechten, 1285 - 1294
- Johannes III von Schwerin, 1294 -1300
- Isarnus Takkon, 1300 - 1302
- Jens Grand, 1303 – 1310 (titular, nunca esteve em Riga)
- Friedrich von Pernstein, 1304 - 1341
- Engelbert von Dolen, 1341 - 1347
- Bromhold von Vyffhusen, 1348 - 1369
- Siegfried Blomberg 1370 - 1374
- Johannes IV von Sinten, 1374 - 1393)
- Johannes V von Wallenrodt, 1393 - 1418
- Johannes VI Ambundi, 1418-1424
- Henning Scharpenberg, 1424-1448
- Silvester Stodewescher, 1448-1479
- Seu Vacant, 1479-1484
- Michael Hildebrand, 1484-1509
- Jasper Linde, 1509-1524
- Johannes VII Blankenfeld, 1524-1527
- Thomas Schoning, 1528-1539
- Wilhelm von Brandemburg, 1539-1563

### Restauració del Bisbat de Riga, 1918-1923
- Eduard Graf O'Rourke, 1918-1920

### Arquebisbat de Riga, 1923-present
- Antonijs Springovičs, 1920-1958
- Seu Vacant, 1958-1991
- Jānis Pujāts, 1991-2010
- Zbigņevs Stankevičs, 2010 -